# 青檀寺
青檀寺，位于山东省枣庄市峄城区榴园镇，是中华人民共和国山东省文物保护单位之一。
2006年12月7日，授予山东省文物保护单位，是一座古建筑。